# Baía de São José I (balsa)
O Baía de São José I é uma embarcação do tipo balsa que realizava a travessia São Luís-Alcântara no estado do Maranhão, transportando veículos e pessoas. A embarcação pertence à companhia marítima Servi-Porto – Serviços Portuários. 
A travessia tem aproximadamente 20 quilômetros, o percurso é percorrido em aproximadamente 1 hora e meia.